# Guatapará
Guatapará is een gemeente in de Braziliaanse deelstaat São Paulo. De gemeente telt 6.382 inwoners (schatting 2009).

## Aangrenzende gemeenten
De gemeente grenst aan Barrinha, Cravinhos, Dumont, Luís Antônio, Motuca, Pradópolis, Ribeirão Preto en Rincão.